# Ría de Ortigueira e Ladrido
Ría de Ortigueira e Ladrido este o arie protejată (arie de protecție specială avifaunistică — SPA) din Spania întinsă pe o suprafață de 3.025,34 ha, din care 56 % marine.

## Localizare
Centrul sitului Ría de Ortigueira e Ladrido este situat la coordonatele 43°40′40″N 7°52′56″W / 43.6777°N 7.8822°V.

## Înființare
Situl Ría de Ortigueira e Ladrido a fost declarat arie de protecție specială avifaunistică în noiembrie 1989 pentru a proteja 46 de specii de animale.

## Biodiversitate
Situată în ecoregiunile atlantică și marină Atlantică, aria protejată conține 31 de habitate naturale: Depresiuni intradunale umede, Dune de coastă fixe cu vegetație erbacee („dune gri”), Lagune de coastă, Faleze cu vegetație de pe coastele atlantice și baltice, Pajiști cu Molinia pe soluri calcaroase, turboase sau argilos-nămoloase (Molinion caeruleae), Golfuri mici largi și golfuri puțin adânci, Dune cu vegetație ierboasă Malcolmietalia, Peșteri marine scufundate complet sau parțial, Bancuri de nisip acoperite în permanență slab de apă marină, Estuare, Salicornia și alte specii anuale care populează regiunile mlăștinoase și nisipoase, Pajiști uscate europene, Liziere de ierburi înalte hidrofile de câmpie și de nivel montan până la alpin, Pseudostepă cu ierburi și specii anuale de Thero-Brachypodietea, Fânețe de joasă altitudine (Alopecurus pratensis, Sanguisorba officinalis), Pajiștile Spartina (Spartinion maritimae), Izvoare petrifiante cu formare de travertin (Cratoneurion), Vegetație anuală la limita mareei, Tufărișuri halofile mediteraneene și termo-atlantice (Sarcocornetea fruticosi), Roci stâncoase cu vegetație pionieră de Sedo-Scleranthion sau Sedo albi-Veronicion dillenii, Pășuni atlantice udate de apa mării (Glauco-Puccinellietalia maritimae), Dune mobile cu vegetație embrionară, Pante stâncoase silicioase cu vegetație casmofită, Matorral arborescenți cu Laurus nobilis, Pajiști umede mediteraneene cu ierburi înalte de Molinio-Holoschoenion, Păduri aluvionare cu Alnus glutinosa și Fraxinus excelsior (Alno-Padion, Alnion incanae, Salicion albae), Recifuri, Cursuri de apă de la nivel de câmpie la nivel montan, cu vegetație Ranunculion fluitantis și Callitricho-Batrachion, Terase mlăștinoase și terase nisipoase neacoperite de apă la reflux, Păduri de stejar galițio-portugheze cu Quercus robur și Quercus pyrenaica, Dune mobile de-a lungul țărmului cu Ammophila arenaria („dune albe”).
La baza desemnării sitului se află mai multe specii protejate:
- păsări (35): pescăruș albastru (Alcedo atthis), rață sulițar (Anas acuta), rață lingurar (Anas clypeata), rață pitică (Anas crecca), rață fluierătoare (Anas penelope), rață mare (Anas platyrhynchos), rață pestriță (Anas strepera), stârc cenușiu (Ardea cinerea), fugaci de țărm (Calidris alpina), Calidris canutus, caprimulg (Caprimulgus europaeus), prundăraș de sărătură (Charadrius alexandrinus), prundaș gulerat mare (Charadrius hiaticula), chirighiță neagră (Chlidonias niger), erete de stuf (Circus aeruginosus), egretă mică (Egretta garzetta), șoim călător (Falco peregrinus), cufundar polar (Gavia arctica), cufundar mare (Gavia immer), scoicar (Haematopus ostralegus), sitar de mal nordic (Limosa lapponica), culic mare (Numenius arquata), Numenius phaeopus, cormoran mare (Phalacrocorax carbo), Phalacrocorax carbo sinensis, bătăuș (Philomachus pugnax), lopătar (Platalea leucorodia), ploier auriu (Pluvialis apricaria), ploier argintiu (Pluvialis squatarola), cresteț pestriț (Porzana porzana), chiră mică (Sterna albifrons), chiră de mare (Sterna sandvicensis), fluierar cu picioare verzi (Tringa nebularia), fluierarul cu picioare roșii (Tringa totanus), nagâț (Vanellus vanellus)
- amfibieni (2): Chioglossa lusitanica, Discoglossus galganoi
- mamifere (4): vidră de râu (Lutra lutra), liliac cu urechi de șoarece (Myotis blythii), liliacul mare cu potcoavă (Rhinolophus ferrumequinum), liliacul mic cu potcoavă (Rhinolophus hipposideros)
- nevertebrate (2): Elona quimperiana, rădașcă (Lucanus cervus)
- pești (2): Petromyzon marinus, somonul (Salmo salar)
- reptile (1): Lacerta schreiberi

Pe lângă speciile protejate, pe teritoriul sitului au mai fost identificate 7 specii de plante, 1 specie de amfibieni, 2 specii de mamifere, 2 specii de reptile.